# Sawin (Tichow)
Sawin, imię świeckie Sawa Tichow (ur. 1945) – duchowny Rosyjskiej Cerkwi Staroprawosławnej, od 2005 biskup wołżański. Chirotonię biskupią otrzymał w roku 2005.